# Eupithecia tristrigata
Eupithecia tristrigata är en fjärilsart som beskrevs av Fuchs 1904. Eupithecia tristrigata ingår i släktet Eupithecia och familjen mätare. Inga underarter finns listade i Catalogue of Life.